# ジョルジュ・ドン

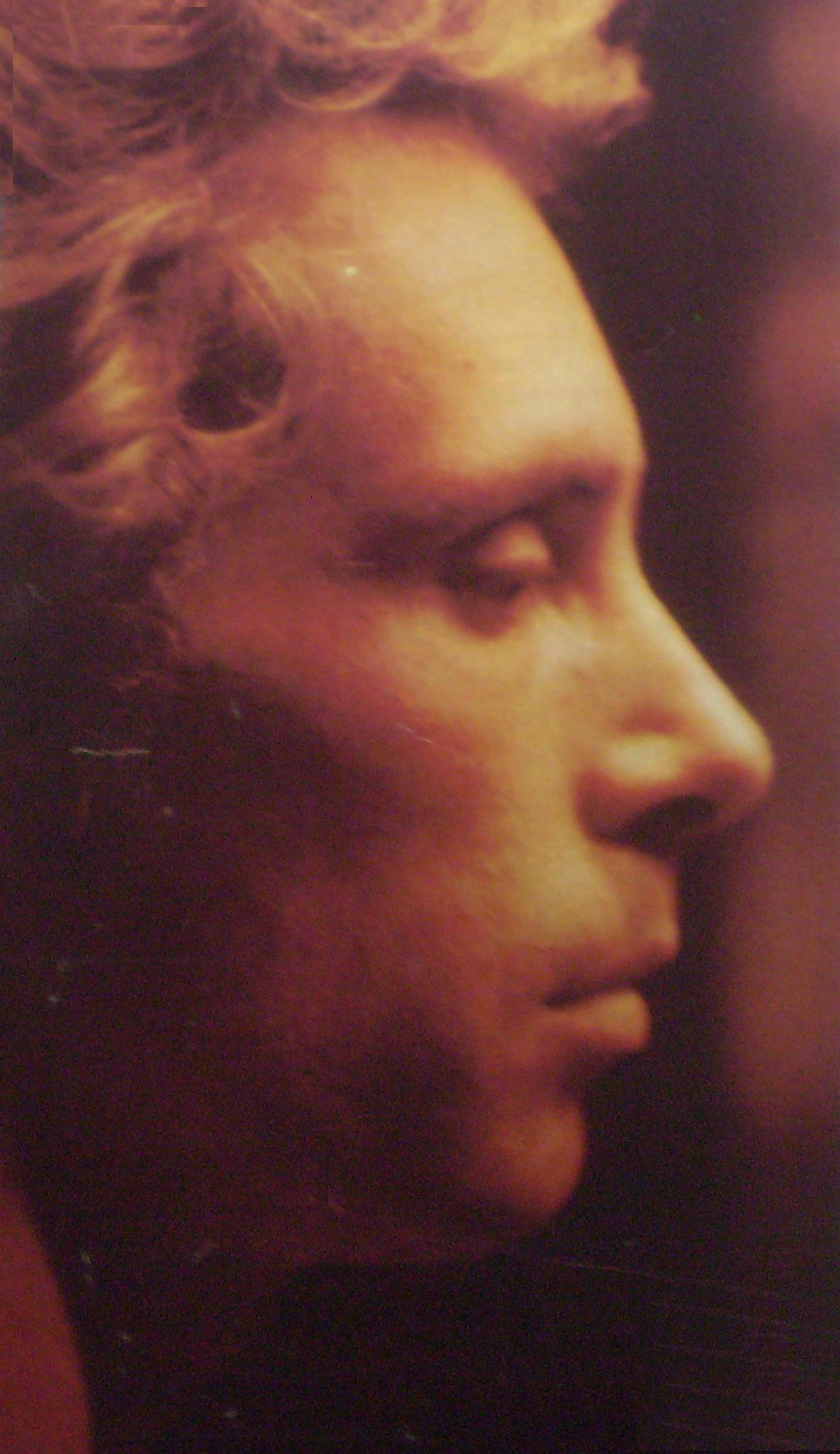
1977年3月

ジョルジュ･ドン（Jorge Itovich Donn, 1947年2月25日 - 1992年11月30日）は、アルゼンチン出身のバレエダンサー。

## 来歴
ブエノスアイレスのロシア移民の家庭に生まれる。5歳でテアトロ・コロン付属のバレエ学校に入校。1963年、アルゼンチンを巡業していたモーリス・ベジャール主宰の20世紀バレエ団公演を見て渡仏を決意し、入団から数年を経ずしてソリストとなった。
1966年、『ロミオとジュリエット』 で生き生きとしたロミオ役を演じて評判を呼ぶ。その後も 『火の鳥』、『ディオニソス』 など数多くのベジャール振付作品で初演を踊ったが、代表作はなんといっても 『ボレロ』（1979年）であり、男性舞踊手として初めてメロディを踊った。1981年にはC・ルルーシュ監督の映画 『愛と哀しみのボレロ』 に出演、一躍バレエ・ファン以外にも名を知られるようになった。
1980年に同バレエ団の芸術監督の地位につき、さらに1988年には自身が主宰するヨーロッパ・バレエ団を旗揚げするが、エイズに侵され、1992年に死去した。45歳没。

### 主なレパートリー
| 年   | 作品                   | 役                  | 振付          | バレエ団       | 初演 |
| ---- | ---------------------- | ------------------- | ------------- | -------------- | ---- |
| 1966 | ロミオとジュリエット   | ロミオ              | M・ベジャール | 20世紀バレエ団 | ○    |
| 1970 | 火の鳥                 | 火の鳥              | M・ベジャール | 20世紀バレエ団 | ○    |
| 1971 | ニジンスキー・神の道化 | ニジンスキー        | M・ベジャール | 20世紀バレエ団 | ○    |
| 1971 | さすらう若者の歌       | 若者                | M・ベジャール | 20世紀バレエ団 | ○    |
| 1979 | ボレロ                 | メロディ            | M・ベジャール | 20世紀バレエ団 |      |
| 1982 | アダージェット         | ソロ                | M・ベジャール | 20世紀バレエ団 | ○    |
| 1984 | ディオニソス           | 喜劇役者/ワーグナー | M・ベジャール | 20世紀バレエ団 | ○    |

## 公式サイト
- Jorge Donn